# 不需要翅膀
《不需要翅膀》（日语： Tsubasa wa Iranai */?），是日本女子組合AKB48的第44張單曲作品。由國王唱片在2016年6月1日發行的這張單曲，為成員向井地美音首次擔任center（中心成員）。

## 簡介
在2016年5月27日播出的朝日电视台直播音乐节目《Music Station》首次披露了本张单曲。
与大多数AKB48的单曲相似，《不需要翅膀》也以各个队伍的新曲作為搭配B面曲。并且在剧场盘中收錄了最新成立的姊妹團體NGT48的第二首原創曲《你在哪裡？》（君はどこにいる?）。

## 銷售成績
此單曲作品首週以超過144.1萬張的銷量，再度空降Oricon單曲榜冠軍，亦是AKB48連續第31張冠軍單曲，以及第26张百万销量单曲
。

## 版本與收錄歌曲
如同AKB48單曲一向的發行慣例，此張單曲唱片也是採取一作多版本的方式發行，共計發行了Type A、Type B、Type C與劇場版共四個收錄曲目不全部相同的版本。其中，除劇場版之外其他的三個版本還分別發行了只在上市初期發行的初回限定版，與之後會持續發行的通常版兩個附贈商品與封面照片不同的版本，因此總計有7個內容物不相同的發行版本。另外，在本张单曲中还附赠了AKB48第45張單曲選拔總選舉的投票券。

### Type-A
CD
1. 《不需要翅膀》
2. 《Set me free》 - Team A
3. 《一談戀愛就變傻》（恋をすると馬鹿を見る） - Team B
4. 《不需要翅膀》純配樂版
5. 《Set me free》純配樂版
6. 《一談戀愛就變傻》純配樂版

DVD
1. 《不需要翅膀》MV
2. 《Set me free》MV
3. 《一談戀愛就變傻》MV
4. 《中西智代梨醜女系列作「醜女的回憶｡」》

### Type-B
CD
1. 《不需要翅膀》
2. 《Set me free》 - Team A
3. 《沈思者》（考える人） - Team 4
4. 《不需要翅膀》純配樂版
5. 《Set me free》純配樂版
6. 《沈思者》純配樂版

DVD
1. 《不需要翅膀》MV
2. 《Set me free》MV
3. 《沈思者》MV
4. 《祝．高橋南畢業〝148.5cm看見的夢〞in 橫濱體育場 精華篇》

### Type-C
CD
1. 《不需要翅膀》
2. 《哀愁小號手》（哀愁のトランペッター） - Team K
3. 《通往夢想的路》（夢へのルート） - Team 8
4. 《不需要翅膀》純配樂版
5. 《哀愁小號手》純配樂版
6. 《通往夢想的路》純配樂版

DVD
1. 《不需要翅膀》MV
2. 《哀愁小號手》MV
3. 《通往夢想的路》MV
4. 《不需要翅膀》MV -完整版-

### 劇場盤
1. 《不需要翅膀》
2. 《哀愁小號手》 - Team K
3. 《你在哪裡？》（君はどこにいる?） - NGT48
4. 《不需要翅膀》純配樂版
5. 《哀愁小號手》純配樂版
6. 《你在哪裡？》純配樂版

### 单曲封面成员
拍摄单曲各个版本封面与封底的成员如下表所示。
| Type A 封面 | 岡田奈奈、木崎由里亚、小嶋陽菜、宮脇咲良、向井地美音             |
| Type A 封底 | 兒玉遥、後藤楽楽、高倉萌香、樋渡結依、宮崎美穂                   |
| Type B 封面 | 柏木由紀、指原莉乃、島崎遥香、峯岸南、横山由依                   |
| Type B 封底 | 大島涼花、大家志津香、北川綾巴、須藤凜凜花、武藤十夢、山田菜菜美 |
| Type C 封面 | 入山杏奈、加藤玲奈、北原里英、松井珠理奈、山本彩、渡辺麻友       |
| Type C 封底 | 加藤美南、川本紗矢、小嶋真子、白間美瑠、高橋朱里                 |
| 劇場盤 封面 | 柏木由紀、指原莉乃、向井地美音、山本彩、渡边麻友                 |
| 劇場盤 封底 | 单曲选拔成员32人                                                 |

## 歌曲與參與成員
以下各曲的參與成員名單，皆以各成員在單曲發行時點的分隊為準。

### 不需要翅膀
由向井地美音担任center的主打歌《不需要翅膀》是AKB48单曲中出现的第一首民谣歌曲。歌曲由若田部誠作曲并编曲。由馬場康夫导演的歌曲的MV设定在1972年、以学生運動热情高涨的大学作为舞台。住在同个宿舍的民谣歌手山本彩、排球选手柏木由紀、诗人渡边麻友、以电影导演为目标的向井地美音为MV的4名主人公。另外，演员上條恒彦、小木茂光、笠原秀幸、樱田通也有特别出演。歌曲的演唱成员名单见下：
- Team A：★入山杏奈（9）、大家志津香（3）、★小嶋陽菜（43）、★島崎遥香（17）、樋渡結依（初）、宮崎美穂（10）、★横山由依（22）
- Team K：★峯岸南（峯岸みなみ、36）、★向井地美音（4）、武藤十夢（4）
- Team B：大島涼花（3）、★柏木由紀（兼任NGT48 Team NIII、35）、★加藤玲奈（8）、★木崎由里亚（木﨑ゆりあ、9）、★渡边麻友（37）
- Team 4：★岡田奈奈（3）、川本紗矢（3）、小嶋真子（6）、高橋朱里（5）
- Team 8：山田菜菜美（兼任Team A、初）
- SKE48 Team S：北川綾巴（兼任AKB48 Team 4、3）、★松井珠理奈（32）
- SKE48 Team E：後藤乐乐（初）
- NMB48 Team N：須藤凜凜花（初）、★山本彩（19）
- NMB48 Team M：白間美瑠（2）
- HKT48 Team H：兒玉遥（兼任AKB48 Team K、6）、★指原莉乃（27）
- HKT48 Team KIV：★宮脇咲良（兼任AKB48 Team A、11）
- NGT48 Team NIII：加藤美南（初）、★北原里英（25）、高倉萌香（初）

其中，加藤玲奈因为身体原因缺席了MV的拍摄。名单中前方有★的成员为有登场单曲封面的成员（也就是实质上的媒体选拔），而括号内的数字则代表该名成员进入选拔名单的次数。此外，NMB48的渡边美优纪也曾是本张单曲选拔成员的一员，但由于渡边本人不打算参加总选举而辞退了这次选拔。

### Set me free
收录在Type-A及Type-B的《Set me free》是本张单曲中Team A的队歌，歌曲由井上义正作曲并编曲。由井上哲央导演的MV中舞蹈部分的center是宮脇咲良，而另外一位镜头较多的成员島崎遥香则因为脚伤而缺席了舞蹈部分的拍摄，以下是本曲的详细演唱名单：
- Team A：入山杏奈、大家志津香、大和田南那、小笠原茉由、小嶋菜月、小嶋陽菜、佐佐木優佳里、島崎遥香、白間美瑠（NMB48 Team M兼任）、田北香世子、谷口惠（谷口めぐ）、中西智代梨、中村麻里子、平田梨奈、樋渡結依、前田亚美、宮崎美穂、宮脇咲良（HKT48 Team KIV兼任）、山田菜菜美（Team 8兼任）、横山由依

其中，樋渡結依是在自2月自研究生升格之后第一次参与Team A歌曲MV的拍摄，而这首歌也是发表了毕业离团的前田亚美所参与的最后一首AKB48的歌曲。

### 一談戀愛就變傻
收录在Type-A的《一談戀愛就變傻》是本张单曲中Team B的队歌，歌曲由築田格作曲并编曲。由土屋隆俊导演的MV中的center是加藤玲奈与队长木崎由里亚，以下是本曲的详细演唱名单：
- Team B：梅田綾乃、大島涼花、柏木由紀（兼任NGT48 Team NIII）、加藤玲奈、木崎由里亚、後藤萌咲、坂口渚沙（Team 8兼任）、竹内美宥、達家真姫宝、田名部生来、福岡聖菜、馬嘉伶、矢吹奈子（HKT48 Team H兼任）、横島亚衿、渡边麻友、渡边美優紀（NMB48 Team BII兼任）

其中2月自研究生升格的台湾成员馬嘉伶是首次参加MV的拍摄，而此曲也是宣布了毕业离团的渡边美優紀所参加的AKB48的最后一首歌曲。

### 沈思者
收录在Type-B的《沈思者》是本张单曲中Team 4的队歌，歌曲由板垣祐介作曲并编曲。MV由中村太洸导演，其中舞蹈部分的center是岡田奈奈与小嶋真子，以下是本曲的详细演唱名单：
- Team 4：飯野雅、伊豆田莉奈、岩立沙穂、大川莉央、大森美優、岡田彩花、岡田奈奈、川本紗矢、北川綾巴（SKE48 Team S兼任）、北澤早紀、小嶋真子、込山榛香、佐藤妃星、渋谷凪咲（NMB48 Team BII兼任）、高橋朱里、朝長美桜（HKT48 Team KIV兼任）、西野未姫、野澤玲奈、村山彩希

### 哀愁小號手
收录在Type-C与剧场盘的《哀愁小號手》是本张单曲中Team K的队歌，歌曲由和田耕平作曲并编曲。MV由	三石直和导演，其中舞蹈部分的center是向井地美音，以下是本曲的详细演唱名单：
- Team K：相笠萌、阿部玛利亚（阿部マリア）、石田晴香、市川愛美、兒玉遥（HKT48 Team H兼任）、篠崎彩奈、島田晴香、下口绯奈奈（下口ひなな）、鈴木玛利亚（鈴木まりや、SNH48 Team SII兼任）、田野優花、中田千智（中田ちさと）、中野郁海（Team 8兼任）、藤田奈那、峯岸南、向井地美音、武藤十夢、茂木忍、湯本亚美
- NMB48 Team N：山本彩

这首歌是发表了毕业离团的石田晴香参加的最后一首AKB48的歌曲，也是解除了AKB48兼任的山本彩参加的最后一曲Team K的队歌。

### 通往夢想的路
收錄於Type C中的《通往夢想的路》是本张单曲中Team 8的队歌，歌曲由外山大輔作曲，并由野中MASA雄一编曲，在由中村太洸执导的MV中，Team 8大部分成员参与了一场4.7公里的长跑比赛，获得前8名的成员得到了MV中的单独镜头作为奖励，参加比赛的所有人都成功完赛，參與演唱成員詳細名單及比赛名次如下：
- Team 8：坂口渚沙（兼任Team B、第3名）、横山結衣（第28名）、谷川聖（第22名）、佐藤七海（第10名）、早坂䌷（早坂つむぎ、第2名）、佐藤朱（不参加比赛）、舞木香純（第15名）、岡部麟（第11名）、本田仁美（第26名）、清水麻璃亚（第27名）、髙橋彩音（第29名）、吉川七瀬（第6名）、小栗有以（第16名）、小田绘里奈（小田えりな、第31名）、佐藤栞（第37名）、左伴彩佳（第17名）、藤村菜月[註 2]（不参加比赛）、横道侑里（第1名）、服部有菜（第43名）、山本亚依[註 2]（第38名）、橋本陽菜（第7名）、北玲名（第39名）、長久玲奈（第41名）、近藤萌恵里（第4名）、永野芹佳（第21名）、太田奈緒（第18名）、山田菜菜美（兼任Team A、第13名）、山本瑠香（不参加比赛）、大西桃香（第20名）、濵咲友菜（第14名）、中野郁海（兼任Team K、第12名）、阿部芽唯（第40名）、人見古都音（第42名）、谷優里（第5名）、下尾美羽（下尾みう、第25名）、濵松里緒菜（第36名）、行天優莉奈（第35名）、高岡薫（第19名）、广濑夏树（廣瀬なつき、第8名）、吉田華恋（第33名）、福地礼奈（第34名）、岩﨑萌花[註 2]（第32名）、倉野尾成美（第30名）、吉野未優（第44名）、谷口萌香（谷口もか、第24名）、下青木香鈴（第23名）、宮里莉羅（第9名）

担任本首歌曲center的是兼任了Team A的山田菜菜美。在相關的商業合作上，《通往夢想的路》被用作了朝日新聞社及朝日放送举办的《Pacharu高校棒球》（バーチャル高校野球）的宣传歌曲。也被鹿儿島电视台新闻节目《学校New》選為2016年6月的片尾曲。

### 你在哪裡？
收录在剧场盘的《你在哪里?》由NGT48演唱，歌曲由伊藤心太郎作曲、若田部誠编曲。NGT48的26名成员均参加了这首歌的录制，以下是本曲的详细演唱名单：
- Team NIII：荻野由佳、小熊倫实、柏木由紀（AKB48 Team B兼任）、加藤美南、北原里英、佐藤杏樹、菅原里子、高倉萌香、太野彩香、中井莉加、西潟茉莉奈、長谷川玲奈、本間日陽、村雲颯香、山口真帆、山田野繪
- NGT48研究生：大瀧友梨亞、角尤利婭（角ゆりあ）、日下部愛菜、清司麗菜、髙橋真生、中村步加、奈良未遙、西村菜那子、水澤彩佳、宮島亚弥

在相關的商業合作上，本曲為NGT48成员初次主演的电视剧《暮蟬悲鳴時》（BS SKY PerfecTV!）主题歌。

## 外部連結
- King Records
  - Type A 初回限定盤 （页面存档备份，存于）
  - Type A 通常盤 （页面存档备份，存于）
  - Type B 初回限定盤 （页面存档备份，存于）
  - Type B 通常盤 （页面存档备份，存于）
  - Type C 初回限定盤 （页面存档备份，存于）
  - Type C 通常盤 （页面存档备份，存于）
  - 劇場盤 （页面存档备份，存于）
- YouTube上的【MV】不需要翅膀 Short ver. / AKB48[公式]